# Associazione Calcio Prato 1969-1970
Questa pagina raccoglie le informazioni riguardanti l'Associazione Calcio Prato nelle competizioni ufficiali della stagione 1969-1970.

## Rosa
| N. |                   | Ruolo | Calciatore            |
| -- | ----------------- | ----- | --------------------- |
|    | Italia (bandiera) | D     | Renzo Bartoletti      |
|    | Italia (bandiera) | D     | Vladimiro Batini      |
|    | Italia (bandiera) | C     | Andrea Baudone        |
|    | Italia (bandiera) | D     | Patrizio Berni        |
|    | Italia (bandiera) | A     | Sergio Biliotti       |
|    | Italia (bandiera) | C     | Sauro Brondi          |
|    | Italia (bandiera) | P     | Walter Ciappi         |
|    | Italia (bandiera) | C     | Gian Cesare Discepoli |
|    | Italia (bandiera) | A     | Palmiro Faltoni       |
|    | Italia (bandiera) | A     | Bruno Graziani        |
|    | Italia (bandiera) | D     | Carlo Guasti          |

| N. |                   | Ruolo | Calciatore       |
| -- | ----------------- | ----- | ---------------- |
|    | Italia (bandiera) | D     | Lastrucci        |
|    | Italia (bandiera) | D     | Sergio Magelli   |
|    | Italia (bandiera) | C     | Ezio Minigutti   |
|    | Italia (bandiera) | P     | Enzo Molteni     |
|    | Italia (bandiera) | C     | Lucio Mongardi   |
|    | Italia (bandiera) | A     | Riccardo Moz     |
|    | Italia (bandiera) | C     | Silvio Scapecchi |
|    | Italia (bandiera) | C     | Antonio Scatizzi |
|    | Italia (bandiera) |       | Tognozzi         |
|    | Italia (bandiera) | D     | Claudio Viviani  |